# Сода Спрингс (Ајдахо)
Сода Спрингс (енгл. Soda Springs) град је у америчкој савезној држави Ајдахо.

## Демографија
По попису из 2010. године број становника је 3.058, што је 323 (-9,6%) становника мање него 2000. године.
| Група             | 2000.         | 2010.         |
| Белци             | 3.230 (95,5%) | 2.889 (94,5%) |
| Афроамериканци    | 1 (0,0%)      | 2 (0,1%)      |
| Азијати           | 5 (0,1%)      | 8 (0,3%)      |
| Хиспаноамериканци | 98 (2,9%)     | 103 (3,4%)    |
| Укупно            | 3.381         | 3.058         |